# Hamadryas
Hamadryas (лат.) — род дневных бабочек семейства Nymphalidae. Название «Cracker butterflies» относится к необычному способу, которым самцы издают «трещащий» звук, когда защищают свою территорию. Наиболее полная работа об экологии и поведении этого рода принадлежит Джулиану Монге Нахера. Название рода было предложено в 1806 году немецким энтомологом Якобом Хюбнером.

## Описание
Окраска спины всех представителей рода довольно загадочна: обычно она покрыта пятнами разного цвета, большинство из которых напоминают древесную кору; некоторые виды почти не имеют окраски, как например Hamadryas februa.

## Распространение и среда обитания

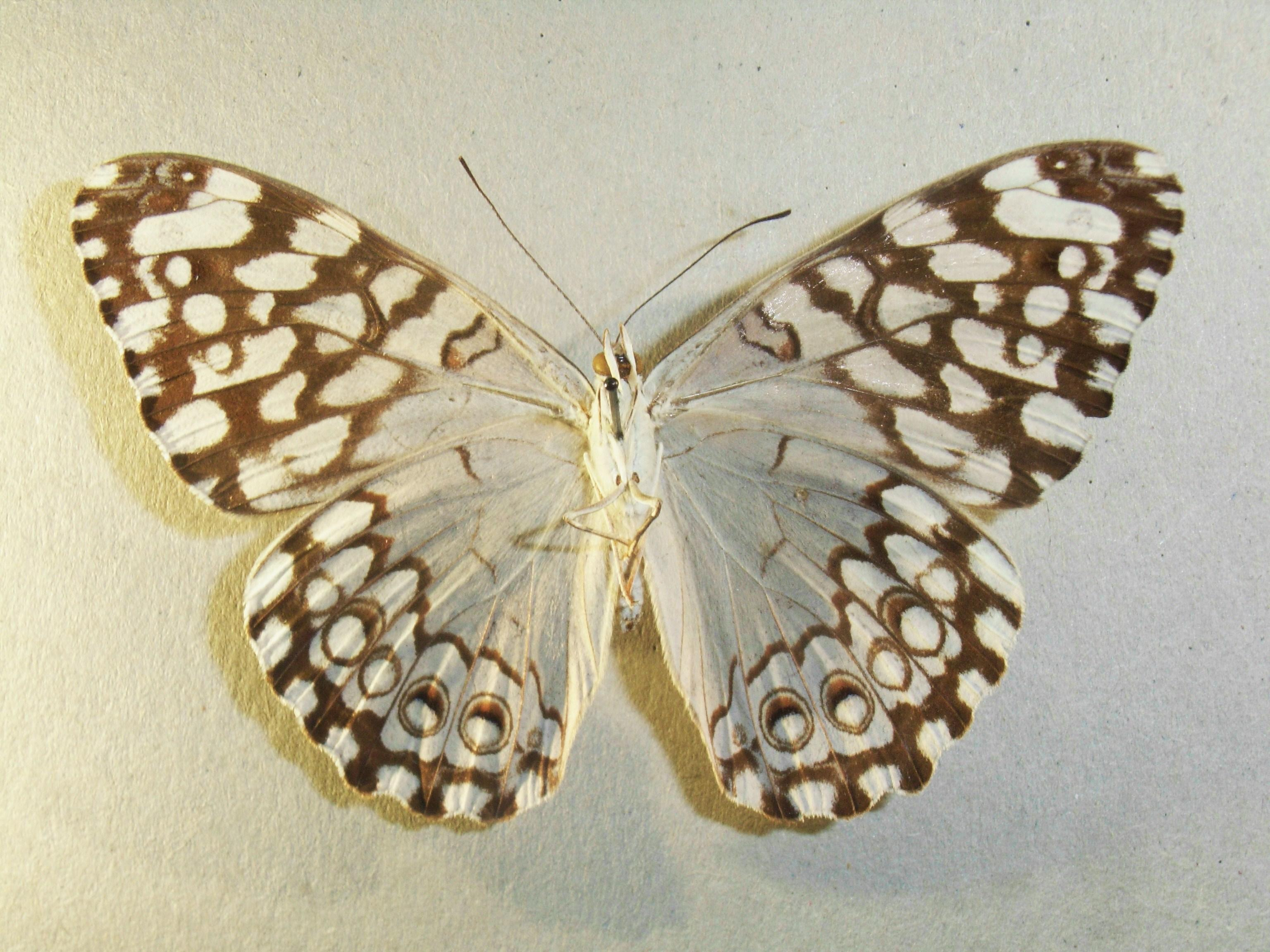
Один из представителей рода: Hamadryas epinome

Бабочки этого рода широко распространены по всей Южной Америке. В Коста-Рике можно встретить не менее девяти видов.
Большую часть времени они проводят на деревьях, валунах и других подобных поверхностях, на фоне которых они маскируются. Виды рода Hamadryas часто трудно отличить друг от друга, и чаще всего этих бабочек приходится исследовать как подставные экземпляры. Наиболее полный обзор был опубликован в 1983 году Д. Дженкинсом.
Поскольку представители рода обладают хорошим камуфляжем, они не ядовиты и не имеют химической защиты, за исключением Hamadryas laodamia. Особи этих бабочек служат пищей для краснохвостых якамаров.

## Поведение
Самцы бабочек из рода Hamadryas известны своей способностью издавать крыльями трескучий звук, который, как считается, служит либо для приманивания самок, либо для отпугивания самцов-соперников. Как показали эксперименты, самцы используют деревья как территорию для ухаживания. Они предпочитают садиться на деревья с корой, совпадающей с окраской их крыльев.
В дикой природе Hamadryas издают звучные щелчки при приближении потенциальных хищников, для защиты территории от других представителей рода, а по крайней мере у одного вида также и во время ухаживания. Серьезные повреждения крыльев, часто встречающиеся у Hamadryas в природе, почти никогда не затрагивают участок со звуковым механизмом. Более 50 видов чешуекрылых из 11 семейств издают звук, который может быть слышен человеку на расстоянии 30 метров. В целом, звук используется чешуекрылыми как предупреждение хищникам и для внутривидовой коммуникации.
Исследования показали, что представители рода могут различать звуки, издаваемые другими бабочками, что является формой социальной коммуникации. Органом слуха, по мнению исследователей, является орган Фогеля, расположенный в основании подрёберных вен переднего крыла.
Однако на самом деле у них может быть более крупный орган слуха для более низких частот звуковых волн.